# ارنست کریستف
ارنست کریستف (۱۸۲۷-۱۸۹۲) مجسمه ساز فرانسوی، شاگرد فرانسیس رود، و دوست شارل بودلر بود. رود او را برای ساخت مجسمه خوابیده برنزی از سیاستمدار فرانسوی گادفری چاوسگاناک استخدام نمود. این مجسمه که بر مزار سیاستمدار نصب شد با عنوان رود و کریستف شاگرد جوان او ( Rude et Christophe, son jeune élève) امضا شده است. مجسمه ماسک او برنده جایزه مکان سوم در سالن (پاریس) در سال ۱۸۷۶ میلادی شد و دو مجسمه او با عناوین تلفات (La Fatalité) و بوسه عالی (Le Baiser suprême) توسط موزه لوکزامبورگ خریداری شدند.

## نگارخانه

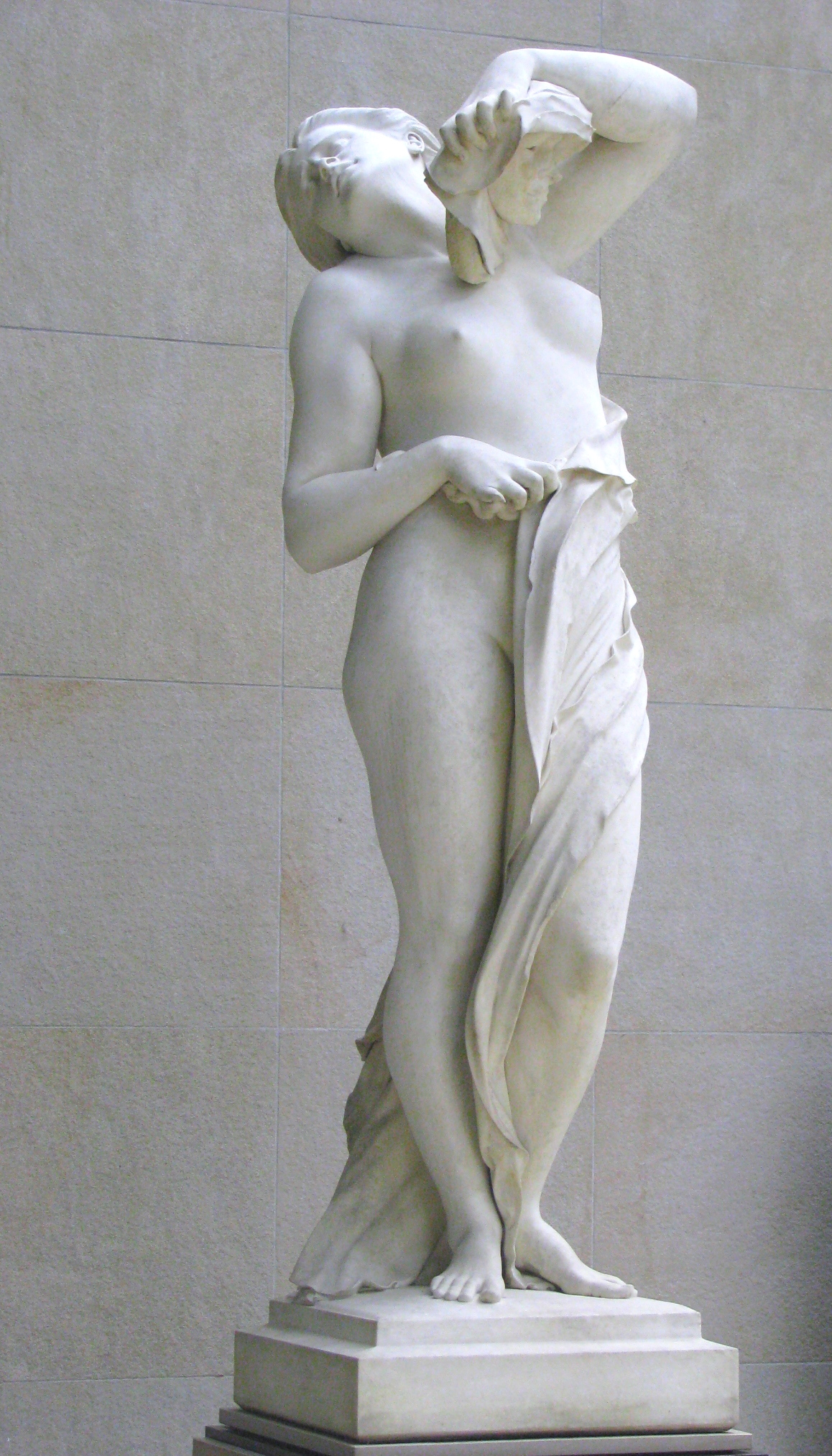
The Human Comedy - The Mask, 1876, marble, Musée d'Orsay, Paris
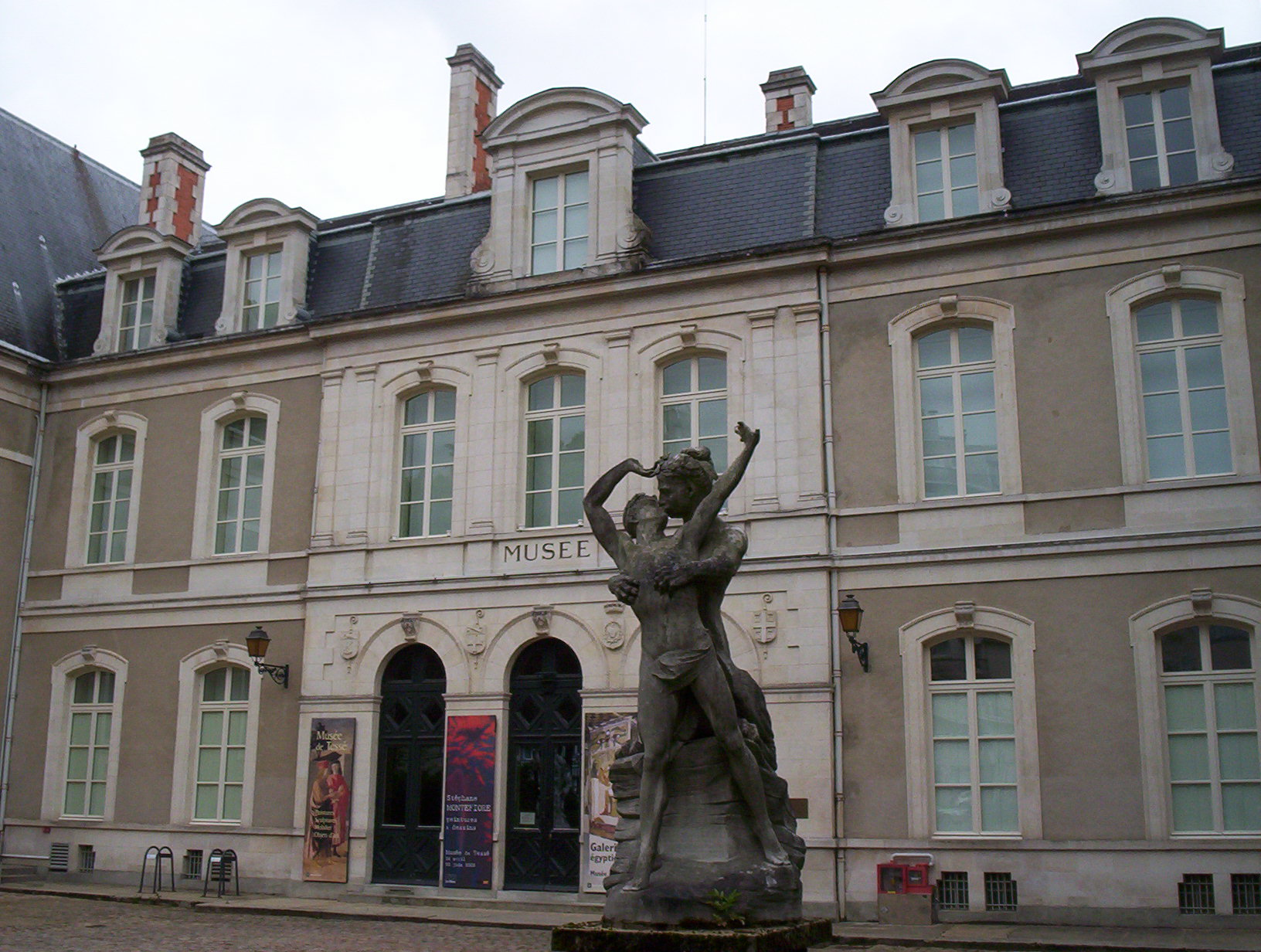
Le baiser suprême
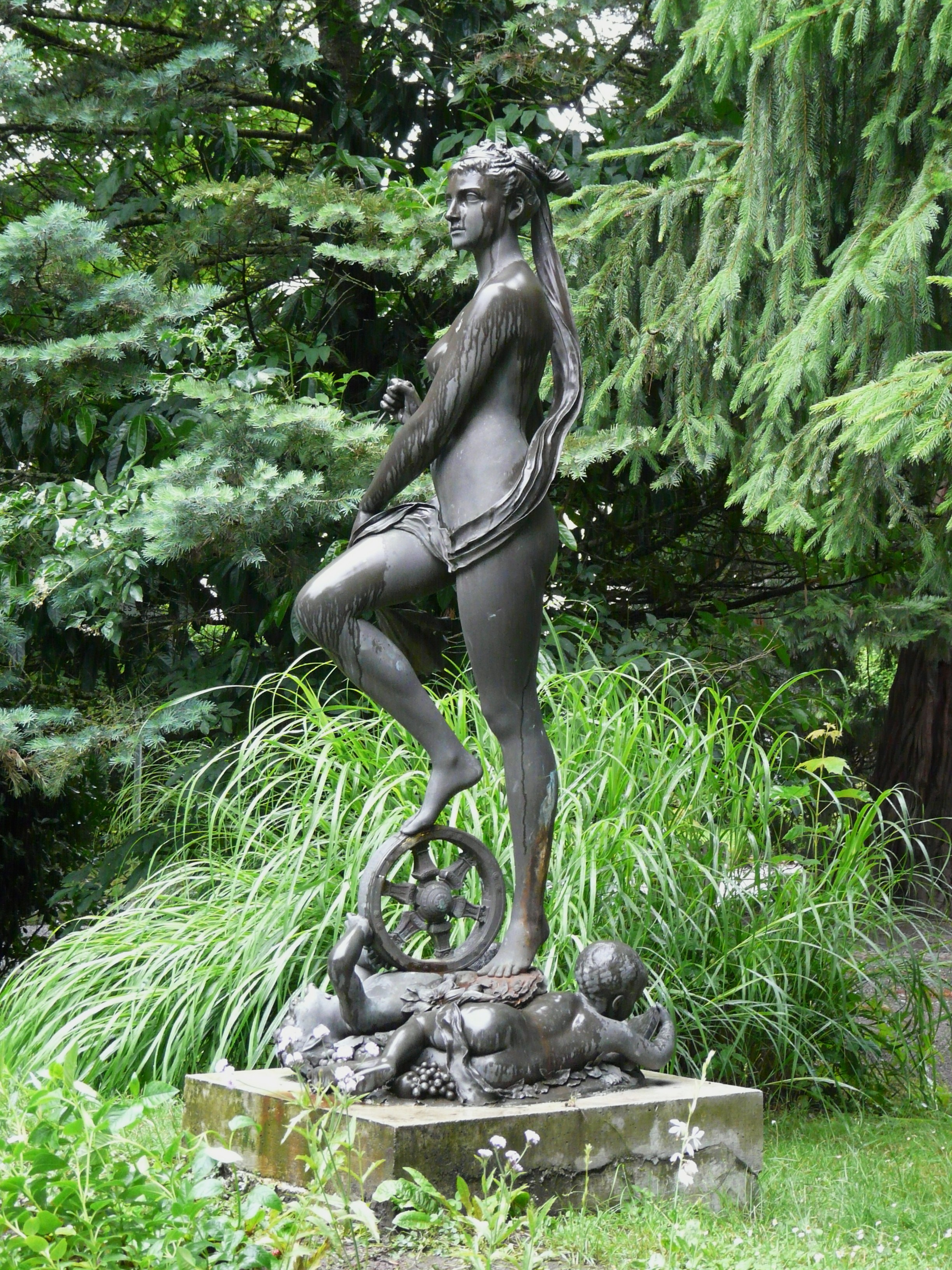
La Fatalité